# آنتونی کورلئونه
آنتونی ویتو " تونی " کورلئونه، یک شخصیت داستانی در سه‌گانه فیلم پدرخوانده به کارگردانی فرانسیس فورد کوپولا است. او پسر مایکل کورلئونه (آل پاچینو) و کی آدامز (دایان کیتن)، و برادر بزرگتر مری کورلئونه (سوفیا کوپولا) است. در حالی که آنتونی در دو فیلم نخست هرگز شخصیت اصلی نبود، وقایع مهم زندگی او زمینه اصلی‌ترین قسمت‌های فیلم دوم بود و رابطه او با پدرش نکته اصلی در فیلم سوم است.